# Caner Erkin
Caner Erkin (ur. 4 października 1988 w Balıkesir) – turecki piłkarz występujący na pozycji obrońcy w tureckim klubie Eyüpspor  oraz w reprezentacji Turcji. Wychowanek Manisasporu, w swojej karierze grał także w takich zespołach jak CSKA Moskwa, Galatasaray SK, Fenerbahçe SK oraz Inter Mediolan.